# Farara
Farara là một chi bướm đêm thuộc họ Noctuidae.